# Phyllophaga timida
Phyllophaga timida är en skalbaggsart som beskrevs av Horn 1878. Phyllophaga timida ingår i släktet Phyllophaga och familjen Melolonthidae. Inga underarter finns listade i Catalogue of Life.